# Astragalus villosus
Astragalus villosus là một loài thực vật có hoa trong họ Đậu. Loài này được Michx. miêu tả khoa học đầu tiên.